# 布芭·尼科爾斯
瑪迪琳·"布芭"·艾達-瑪麗·尼科爾斯（英語：Madilyn "Bubba" Ida-Marie Nickles，1998年3月8日—）是一名出生於美國加利福尼亞州的壘球選手，司職工具人。她曾隨隊參加2020年夏季奧林匹克運動會壘球比賽，結果獲得銀牌。

## 外部連結
- 布芭·尼科爾斯的X（前Twitter）
- 布芭·尼科爾斯的Instagram帳戶